# Kasteel de Motte

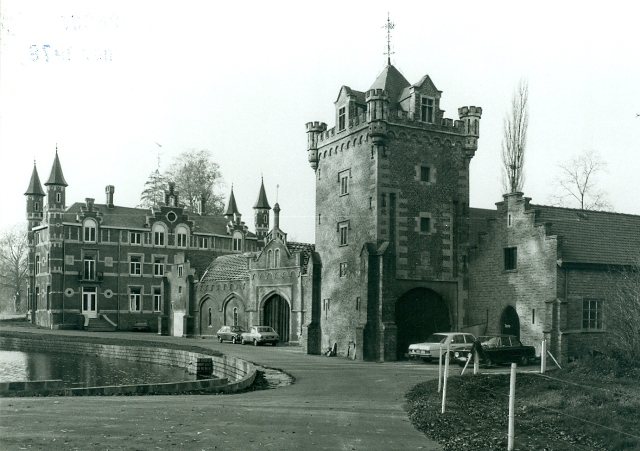

Het Kasteel de Motte (Frans: Château de la Motte) is een kasteel, gelegen aan Mettekovenstraat 4 te Groot-Gelmen. Het ligt nabij de vallei van de Herk.

## Geschiedenis
Tussen 1342 en 1367 werd hier een mottekasteel gebouwd door Henri de Brouckom. Van 1531-1589 werd deze door J. de Rijckel uitgebreid tot een echte burcht. In 1690 woedde er brand. De burcht werd in 1758 vergroot door baron J. de Herckenrode en in 1835 door J. Ulens. Toen werd ook een hoeve gebouwd. In 1865 werd het huidige, in eclectische stijl opgetrokken, kasteel gebouwd. Slechts het torenvormige gebouw met inrijpoort bleef een kern uit de 16e eeuw behouden, terwijl in de kelder van het kasteel nog 14e-eeuwse fundamenten van de mottetoren te zien zijn.

## Gebouw
Het huidige complex bestaat uit twee losstaande gedeelten:
Het oostelijk deel omvat de toren, gebouwd in baksteen, kalksteen en mergelsteen, waarvan het aanzicht van de 16e-eeuwse kern deels gewijzigd is in neogotische trant. De toren maakt deel uit van een U-vormig geheel, met links een neogotische gevel met spitsboogpoort, en rechts vleugel met trapgevel.
Het westelijk deel is het in 1865 gebouwde kasteeltje. Het is gebouwd in baksteen met banden van mergelsteen en heeft een rechthoekige plattegrond. Het wordt gekenmerkt door vier ranke hoektorentjes en diverse trapgeveltjes.
Het geheel wordt omsloten door een mooi park, waartoe een fraai smeedijzeren hek toegang geeft.
Tegenwoordig heeft het kasteel onder meer een hotelfunctie.